# Laurenz Zellner
Laurenz Johann Zellner, též Lorenz Zellner (29. října 1825 Pouzdřany – 12. června 1906 Šluknov) byl rakouský lékař a politik německé národnosti z Čech; poslanec Českého zemského sněmu.

## Biografie
Vychodil obecnou školu v rodných Pouzdřanech a gymnázium v Mikulově. Lékařství studoval ve Vídni na Josephinu. V roce 1847 získal titul doktora medicíny. Během revolučních let 1848–1849 se podílel jako lékař na tažení rakouské armády do severní Itálie s Radeckým. V roce 1850 sloužil v armádě ve Šlesvicku. Od roku 1853 působil jako praktický lékař ve Šluknově. Spoluzakládal šluknovskou městskou spořitelnu a ve svém domě nechal roku 1865 zřídit telegrafní úřad. Následujícího roku zachránil telegrafní přístroj před postupující pruskou armádou. Od roku 1887 byl městským radním v Šluknově. Od roku 1883 byl členem spolku Verein für Geschichte der Deutschen in Böhmen. Roku 1872 obdržel na Univerzitě v Jeně doktorát z všeobecného lékařství.
V 80. letech se zapojil i do vysoké politiky. V zemských volbách v roce 1883 byl zvolen na Český zemský sněm, kde zastupoval kurii městskou, obvod Šluknov, Ehrenberg, Haňšpach. V lednu 1887 byl prohlášen za vystouplého ze sněmu. Šlo o součást pasivní rezistence, kdy němečtí poslanci protestovali proti nenaplnění jejich státoprávních a jazykových požadavků a fakticky zahájili bojkot sněmu. Manifestačně byl opět zvolen v září 1887. Byl oficiálním kandidátem německého volebního výboru (tzv. Ústavní strana, liberálně a centralisticky orientovaná, odmítající federalistické aspirace neněmeckých etnik). V dubnu 1889 na mandát zemského poslance rezignoval a odmítl další kandidaturu. Důvodem byly rostoucí zdravotní obtíže, kterým čelil.
Od roku 1854 byla jeho manželkou Julie rozená Köhler, dcera šluknovského továrníka Gottfrieda Wilhelma Köhlera. V roce 1897 oslavil 50. výročí své lékařské profese. Získal tehdy Zlatý záslužný kříž. Zemřel v červnu 1906. Ve své závěti odkázal značné finanční částky ve prospěch nadací a zdravotních ústavů ve Šluknově i v rodných moravských Pouzdřanech.